# Хасан Алі Хайре
Хасан Алі Хайре (15 квітня 1968 , Галгудуд, Галмудуг ) — державний і політичний діяч Сомалі. Прем'єр-міністр Сомалі 1 березня 2017 – 26 липня 2020. 
Хассан Алі Хайре раніше працював у нафтовій промисловості, був регіональним директором благодійної організації Норвезька рада у справах біженців і обіймав посаду керівника британської нафтової компанії Soma Oil & Gas.

## Біографія

### Ранні роки
Хассан Алі Хайре народився в населеному пункті Джакар, провінція Гальгудуд, приблизно за 50 км від міста Ель-Буура, у родині з племені хавійє. Закінчив початкову і середню школу у Могадішо. В 1991 році, рятуючись від громадянської війни, Хассан Алі Хайре переїхав жити до Норвегії, де вступив до Університету Осло в 1994 році. У Хассана Алі Хайре подвійне громадянство - Норвегії і Сомалі. В 1998 році закінчив університет, здобув диплом з політології та соціології, а потім продовжив навчання в Единбурзькій бізнес-школі та Університеті Геріота-Ватта.

### Рання кар'єра
В 2002 році повернувся до Осло, де вступив на службу у Норвезьку раду у справах біженців. Потім займався приватним бізнесом, але в 2006 році знову повернувся до Норвезької ради у справах біженців як регіональний менеджер, де пропрацював ще 9 років. У червні 2012 року конвой Норвезької ради у справах біженців зазнав нападу у північно-східній частині Кенії за даними норвезької газети Verdens Gang. Один з водіїв був убитий на місці, кілька інших отримали поранення. Один норвежець, один канадець, два пакистанця і один філіппінець потрапили в полон. Через чотири дні вони всі були звільнені місцевими напіввійськовими формуваннями після бою з бойовиками. Норвезька рада у справах біженців, який очолював Хасан Хайре, був визнаний норвезьким судом винним у грубій недбалості при плануванні гуманітарної місії. Хасан Хайре також був фігурантом кримінальної справи за фактом можливої корупційної діяльності у британській компанії Soma Oil & Gas, хоча справа була припинена через відсутність доказів.

### Soma Oil & Gas
В 2013 році Хассан Алі Хайре обійняв посаду виконавчого директора британської нафтової компанії Soma Oil & Gas. У лютому 2016 року Організації Об'єднаних Націй повідомила Велику Британію і Норвегію про те, що Хассан Алі Хайре можливо пов'язаний з екстремістськими угрупованнями в Східній Африці, включаючи Харакат аш-Шабаб, яка взяла на себе відповідальність за ряд смертоносних терористичних атак у Сомалі. Однак, після ретельного розслідування, ООН не знайшла переконливих доказів того, що Хассан Хайре насправді підтримує контакти з терористами. 23 лютого 2017 року Хассан Алі Хайре був знятий з посади виконавчого директора Soma Oil & Gas.

### Прем'єр-міністр
23 лютого 2017 року президент Сомалі Мохамед Абдуллагі Мохамед написав у Твіттер про призначення Хассана Алі Хайре прем'єр-міністром країни. До свого призначення на посаду прем'єр-міністра він ніколи не займав державні посади, хоча протягом своєї кар'єри мав контакти з високопоставленими керівниками і урядовими чиновниками різного рівня. На засіданні, що відбулося 1 березня 2017 року, члени парламенту переважною більшістю голосів затвердили призначення Хайре на посаду прем'єр-міністра. 21 березня 2017 року Хассан Алі Хайре подякував парламентаріям за їх підтримку і представив свою кандидатуру у Кабінет міністрів Сомалі, що 29 березня 2017 року була схвалена парламентом. Він пообіцяв зайнятися викоріненням корупції та притягненням до кримінальної відповідальності осіб, що зловживають своїм посадовим становищем. Також він зазначив, що у центрі уваги керівництва країни має бути зміцнення безпеки і проведення широкомасштабних реформ.
.